# Geothrix fermentans
Geothrix fermentans es una especie de bacteria gramnegativa del género Geothrix. Fue descrita en el año 1999, es la especie tipo. Su etimología hace referencia a fermentación. Es anaerobia e inmóvil. Tiene un tamaño de 0,1 μm de ancho por 1-2 μm de largo. Crece de forma individual o en cadenas. Temperatura de crecimiento óptima de 35 °C. Se ha aislado del sedimento de un acuífero contaminado con petróleo en Hanahan, Estados Unidos. 